# Ђулијано Театино
Ђулијано Театино (итал. Giuliano Teatino) је насеље у Италији у округу Кјети, региону Абруцо.
Према процени из 2011. у насељу је живело 908 становника. Насеље се налази на надморској висини од 238 м.

## Становништво
| 1931. | 1936. | 1951. | 1961. | 1971. | 1981. | 1991. | 2001. | 2011. |
| ----- | ----- | ----- | ----- | ----- | ----- | ----- | ----- | ----- |
| 1.795 | 1.868 | 1.992 | 1.690 | 1.416 | 1.371 | 1.367 | 1.306 | 1.270 |